# 松浦博
松浦 博（まつうら ひろし）は、日本の計算機科学者（パターン認識・音声認識）。学位は博士（工学）（早稲田大学・1995年）。
東京芝浦電気株式会社総合研究所での勤務を経て、株式会社東芝研究開発センター研究主幹、静岡県立大学経営情報学部教授、静岡県立大学大学院経営情報イノベーション研究科研究科長（第2代）、静岡県立大学経営情報学部学部長（第11代）などを歴任した。

## 来歴

### 生い立ち
早稲田大学の理工学部電気工学科を経て、同大学の大学院の理工学研究科電気工学専攻に進み、博士前期課程を修了した。1995年、「大語彙を対象にする不特定話者単語音声認識の研究」により、早稲田大学から博士（工学）の学位を授与された。

### 研究者として
大学院修了後は東京芝浦電気（のちの東芝）に入社し、総合研究所や研究開発センターにて勤務した。この間、パターン認識や音声認識などの分野にて研究に取り組んだ。また、文部科学省の科学技術振興調整費プログラムオフィサーを兼任していた。東芝退職後は静岡県立大学に転じ、経営情報学部経営情報学科にて教授に就任した。なお、静岡県立大学大学院の経営情報学研究科経営情報学専攻でも教授を兼務する。経営情報学研究科経営情報学専攻が経営情報イノベーション研究科経営情報イノベーション専攻に改組されて以降も、引き続き教授を兼務している。
2008年10月から2012年9月にかけて、経営情報学部の副学部長を務めた。また、2012年12月より奥村昭博の後任として経営情報イノベーション研究科の研究科長に就任し、翌年まで務めた。なお、2013年4月に、後任の研究科長として金川幸司が就任した。また、2013年4月より、鈴木直義の後任として、経営情報学部の学部長を務めた。なお、2017年に、後任の学部長として竹下誠二郎が就任した。2021年3月に静岡県立大学を定年退職することになり、「経営情報学部の神話の形成に向けて」と題した最終講義を行った。

## 研究
専門は計算機科学であり、パターン認識、音声認識といった分野の研究を行っている。また、マルチメディア工学、ヒューマンインタフェース、情報処理システムも専門分野として挙げている。
ヒトの発声機能を評価するシステムを研究しており、歯科医療分野への応用を試みた。歯科技工士などラボサイドのコ・デンタルの手を煩わせず、歯科医師などコ・メディカルがチェアサイドで診断できるシステムを実現した。

## 略歴
- 1979年 - 早稲田大学理工学部卒業。
- 1981年 - 早稲田大学大学院理工学研究科博士前期課程修了。
- 1981年 - 東京芝浦電気入社。
- 1984年 - 東京芝浦電気が東芝に改組。
- 2003年 - 文部科学省科学技術振興調整費プログラムオフィサー。
- 2007年 - 東芝退職。
- 2007年 - 静岡県立大学経営情報学部教授。
- 2007年 - 静岡県立大学大学院経営情報学研究科教授。
- 2008年 - 静岡県立大学経営情報学部副学部長。
- 2012年 - 静岡県立大学大学院経営情報イノベーション研究科研究科長。
- 2013年 - 静岡県立大学経営情報学部学部長。
- 2021年 - 静岡県立大学定年退職。

## 賞歴
- 2006年 - 情報処理学会論文賞。

## 著作
- 松浦博・正井康之・原義幸ほか「音声入出力のタッチパネルを用いたマルチモーダル対話システムの試作」『全国大会講演論文集』情報処理学会、1992年9月28日。
- 松浦博・新田恒雄「直交化音声セグメント符号帳を用いたHMMに基づく不特定話者単語認識」『電子情報通信学会論文誌』電子情報通信学会、1993年1月25日。